# Dužac (Tetovišnjak Veli)
Dužac je nenaseljeni otočić južno od Murtera i sjeverozapadno od Kakana, u hrvatskom dijelu Jadranskog mora.
Njegova površina iznosi 0,065 km². Dužina obalne crte iznosi 1,42 km.